# نازک‌مرغ راد
نازک‌مرغ راد (نام علمی: Apalis ruddi) نام یک گونه از سرده نازک‌مرغ است.